# Mongólia nos Jogos Olímpicos de Verão de 1968
A Mongólia competiu nos Jogos Olímpicos de Verão de 1968 na Cidade do México, México.

## Medalhistas

### Prata
- Jigjidiin Mönkhbat — Luta Livre masculina, peso médio

### Bronze
- Chimedbazaryn Damdinsharav[1] - Luta livra masculina, peso mosca
- Danzandarjaagiin Sereeter - Luta livre masculina, peso leve
- Tömöriin Artag[1] - Luta livre masculina, peso meio-médio